# Sebastião Cústodio de Sousa Teles

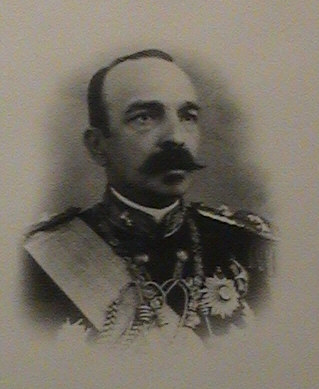
Sebastião Cústodio de Sousa Teles

Sebastião Cústodio de Sousa Teles (* 27. Juli 1847; † 7. Juni 1921) war ein Politiker aus der Endphase der konstitutionellen Monarchie in Portugal. Er war vom 11. April 1909 bis zum 14. Mai desselben Jahres portugiesischer Regierungschef und stand einer von König Emanuel II. ernannten überparteilichen Regierung vor.
| Vorgänger                         | Amt                               | Nachfolger                          |
| --------------------------------- | --------------------------------- | ----------------------------------- |
| Artur Alberto de Campos Henriques | Premierminister von Portugal 1909 | Venceslaus de Sousa Pereira de Lima |

| Personendaten    | Personendaten                             |
| ---------------- | ----------------------------------------- |
| NAME             | Teles, Sebastião Cústodio de Sousa        |
| KURZBESCHREIBUNG | portugiesischer Politiker; Regierungschef |
| GEBURTSDATUM     | 27. Juli 1847                             |
| STERBEDATUM      | 7. Juni 1921                              |